# 第一次高丽契丹战争
第一次高丽-契丹战争，發生在十世纪遼和高麗之間的衝突。
993年11月，契丹聚兵800000入侵高麗西北邊境，強逼高麗停止向北宋納貢，改向遼納貢和使用遼年號，高麗接受。遼撤軍，同時承諾高麗可管理鴨綠江的女真人。
之後遼把注意力轉向宋朝。